# Луиза фон Шлезвиг-Холщайн-Зондербург-Бек
Мария Доротея Хенриета Луиза фон Шлезвиг-Холщайн-Зондербург-Бек (на немски: Maria Dorothea Henriette Luise von Schleswig-Holstein-Sonderburg-Beck); * 28 септември 1783 в Линденау в Бранденбург; † 24 ноември 1803 в Пшчински замък в Плес в Силезия) е принцеса на Шлезвиг-Холщайн-Зондербург-Бек и чрез женитба княгиня на Анхалт-Плес.
Тя е дъщеря на херцог Фридрих Карл Лудвиг фон Шлезвиг-Холщайн-Зондербург-Бек (1757 – 1816) и съпругата му графиня графиня Фридерика Амалия фон Шлибен (1757 – 1827), дъщеря на граф Карл Леополд фон Шлибен (1723 – 1788), пруски военен министър (1769 – 1772), и съпругата му графиня Мария Елеонора фон Лендорф (1723 – 1788). Тя е леля на Кристиан III (1818 – 1906), крал на Дания (1863 – 1906), син на брат ѝ Фридрих Вилхелм (1785 – 1831).

## Фамилия
Луиза фон Шлезвиг-Холщайн-Зондербург-Бек се омъжва на 20 август 1803 г. в Линденау за княз Фридрих Фердинанд фон Анхалт-Кьотен (* 25 юни 1769, Плес; † 23 август 1830, Кьотен), княз на Анхалт-Плес, управляващ херцог на Анхалт-Кьотен (1818 – 1830) и пруски генерал-лейтенант, син на княз Фридрих Ердман фон Анхалт-Кьотен-Плес (1731 – 1797) и графиня Луиза Фердинанда цу Щолберг-Вернигероде (1744 – 1784). Те нямат деца.

Луиза фон Шлезвиг-Холщайн-Зондербург-Бек умира на 20 години на 24 ноември 1803 г. в замък Плес в Силезия.
Фридрих Фердинанд фон Анхалт-Кьотен се жени втори път на 20 май 1816 г. в Берлин с графиня Юлия фон Бранденбург (1793 – 1848).